# GPR119
GPR119, G protein-spregnuti receptor 119, je protein koji je kod čoveka kodiran GPR119 genom.
GPR119, zajedno sa GPR55 i GPR18, se smatra da su kanabinoidni receptori.

## Farmakologija
je izražen predominantno u pankreasu i gastrointestinalnom traktu kod glodara i čoveka, kao i u mozgu glodara. Za aktivaciju receptora je bilo pokazano da uzrokuje redukciju unosa hrane i povećanja telesne težine kod pacova. Za GPR119 je takođe bilo pokazano da reguliše izlučivanje hormona inkretina i insulina. Iz tih razloga je bilo predloženo da novi lekovi koji bi delovali na ovaj receptor možda mogu da budu korisni u lečenju gojaznosti i dijabetesa.

## Ligandi
Više endogenih i sintetičkih liganda ovog receptora je bilo identifikovano:
- Anandamid[10]
- AR-231,453[14]
- [15]
- Oleoiletanolamid[5][10][16]
- [5][17]
- [5][6]
- Palmitoiletanolamid[18]

## Literatura
1. ↑  „Entrez Gene: GPR119 G protein-coupled receptor 119”.
2. ↑  Brown AJ (2007). „Novel cannabinoid receptors”. Br. J. Pharmacol. 152 (5): 567—75. PMC 2190013 . PMID 17906678. doi:10.1038/sj.bjp.0707481.
3. ↑  Izzo AA, Sharkey KA (2010). „Cannabinoids and the gut: new developments and emerging concepts”. Pharmacology & Therapeutics. 126 (1): 21—38. PMID 20117132. doi:10.1016/j.pharmthera.2009.12.005.
4. ↑  McHugh D, Hu SS, Rimmerman N, Juknat A, Vogil Z, Walker JM, Bradshaw HB (2010). „N-arachidonoyl glycine, an abundant endogenous lipid, potently drives directed cellular migration through GPR18, the putative abnormal cannabidiol receptor”. BMC Neuroscience. 11 (1): 44. PMC 2865488 . PMID 20346144. doi:10.1186/1471-2202-11-44.
5. 1 2 3 4 5 6  Overton HA, Babbs AJ, Doel SM, Fyfe MC, Gardner LS, Griffin G, Jackson HC, Procter MJ, Rasamison CM, Tang-Christensen M, Widdowson PS, Williams GM, Reynet C (2006). „Deorphanization of a G protein-coupled receptor for oleoylethanolamide and its use in the discovery of small-molecule hypophagic agents.”. Cell Metab. 3 (3): 167—175. PMID 16517404. doi:10.1016/j.cmet.2006.02.004.
6. 1 2  Ning Y, O'Neill K, Lan H, Pang L, Shan LX, Hawes BE, Hedrick JA (2008). „Endogenous and synthetic agonists of GPR119 differ in signalling pathways and their effects on insulin secretion in MIN6c4 insulinoma cells.”. Br J Pharmacol. 155 (7): 1056—65. PMC 2528830 . PMID 18724386. doi:10.1038/bjp.2008.337.
7. ↑  Swaminath G. (2008). „Fatty acid binding receptors and their physiological role in type 2 diabetes.”. Arch Pharm (Weinheim). 341 (12): 753—761. PMID 19009545. doi:10.1002/ardp.200800096.
8. ↑  Lan H, Vassileva G, Corona A, Liu L, Baker H, Golovko A, Abbondanzo SJ, Hu W, Yang S, Ning Y, Del Vecchio RA, Poulet F, Laverty M, Gustafson EL, Hedrick JA, Kowalski TJ (2009). „GPR119 is required for physiological regulation of glucagon-like peptide-1 secretion but not for metabolic homeostasis.”. J Endocrinol. 201 (2): 219—230. PMID 19282326. doi:10.1677/JOE-08-0453.
9. ↑  Swaminath G. (2008). „Fatty acid binding receptors and their physiological role in type 2 diabetes.”. Arch Pharm (Weinheim). 341 (12): 753—761. PMID 19009545. doi:10.1002/ardp.200800096.
10. 1 2 3  Overton HA, Fyfe MC, Reynet C (2007). „GPR119, a novel G protein-coupled receptor target for the treatment of type 2 diabetes and obesity.”. Br J Pharmacol. 153 (Suppl 1): S76—81. PMC 2268073 . PMID 18037923. doi:10.1038/sj.bjp.0707529.
11. ↑  Shah U (2009). „GPR119 agonists: a promising new approach for the treatment of type 2 diabetes and related metabolic disorders”. Current Opinion in Drug Discovery & Development. 12 (4): 519—32. PMID 19562648.
12. ↑  Godlewski G, Offertáler L, Wagner JA, Kunos G (2009). „Receptors for acylethanolamides-GPR55 and GPR119”. Prostaglandins & Other Lipid Mediators. 89 (3-4): 105—11. PMC 2751869 . PMID 19615459. doi:10.1016/j.prostaglandins.2009.07.001.
13. ↑  Wu Y, Kuntz JD, Carpenter AJ, Fang J, Sauls HR, Gomez DJ, Ammala C, Xu Y, Hart S, Tadepalli S (2010). „2,5-Disubstituted pyridines as potent GPR119 agonists”. Bioorganic & Medicinal Chemistry Letters. 20 (8): 2577—81. PMID 20227877. doi:10.1016/j.bmcl.2010.02.083.
14. ↑  Semple G, Fioravanti B, Pereira G, Calderon I, Uy J, Choi K, Xiong Y, Ren A, Morgan M, Dave V, Thomsen W, Unett DJ, Xing C, Bossie S, Carroll C, Chu ZL, Grottick AJ, Hauser EK, Leonard J, Jones RM (2008). „Discovery of the first potent and orally efficacious agonist of the orphan G-protein coupled receptor 119.”. J Med Chem. 51 (17): 5172—5175. PMID 18698756. doi:10.1021/jm8006867.
15. ↑  Jones RM, Leonard JN, Buzard DJ, Lehmann J (2009). „GPR119 agonists for the treatment of type 2 diabetes”. Expert Opin Ther Pat. 19 (10): 1339—59. PMID 19780700. doi:10.1517/13543770903153878.
16. ↑  Brown AJ. (2007). „Novel cannabinoid receptors.”. Br J Pharmacol. 152 (5): 567—575. PMC 2190013 . PMID 17906678. doi:10.1038/sj.bjp.0707481.
17. ↑  {{cite journal |vauthors=Ning Y, O'Neill K, Lan H, Pang L, Shan LX, Hawes BE, Hedrick JA |title=Endogenous and synthetic agonists of GPR119 differ in signaling pathways and their effects on insulin secretion in MIN6c4 insulinoma cells. | journal -{= Br J Pharmacol. | volume = 155 | issue = 7 | pages = 1056–65 | year = 2008 | pmid = 18724386 | doi = 10.1038/bjp.2008.337 | pmc = 2528830 }}
18. ↑  Godlewski G, Offertáler L, Wagner JA, Kunos G (2009). „Receptors for acylethanolamides-GPR55 and GPR119”. Prostaglandins & Other Lipid Mediators. 89 (3-4): 105—11. PMC 2751869 . PMID 19615459. doi:10.1016/j.prostaglandins.2009.07.001. Приступљено 09. 04. 2011.

## Dodatna literatura
- Takeda S; Kadowaki S; Haga T;  . (2002). „Identification of G protein-coupled receptor genes from the human genome sequence.”. FEBS Lett. 520 (1-3): 97—101. PMID 12044878. doi:10.1016/S0014-5793(02)02775-8.
- Strausberg RL; Feingold EA; Grouse LH;  . (2003). „Generation and initial analysis of more than 15,000 full-length human and mouse cDNA sequences.”. Proc. Natl. Acad. Sci. U.S.A. 99 (26): 16899—903. PMC 139241 . PMID 12477932. doi:10.1073/pnas.242603899.
- Fredriksson R; Höglund PJ; Gloriam DE;  . (2003). „Seven evolutionarily conserved human rhodopsin G protein-coupled receptors lacking close relatives.”. FEBS Lett. 554 (3): 381—8. PMID 14623098. doi:10.1016/S0014-5793(03)01196-7.
- Gerhard DS; Wagner L; Feingold EA;  . (2004). „The status, quality, and expansion of the NIH full-length cDNA project: the Mammalian Gene Collection (MGC).”. Genome Res. 14 (10B): 2121—7. PMC 528928 . PMID 15489334. doi:10.1101/gr.2596504.
- Ross MT; Grafham DV; Coffey AJ;  . (2005). „The DNA sequence of the human X chromosome.”. Nature. 434 (7031): 325—37. PMC 2665286 . PMID 15772651. doi:10.1038/nature03440.
- Overton HA; Babbs AJ; Doel SM;  . (2006). „Deorphanization of a G protein-coupled receptor for oleoylethanolamide and its use in the discovery of small-molecule hypophagic agents.”. Cell Metab. 3 (3): 167—75. PMID 16517404. doi:10.1016/j.cmet.2006.02.004.